# Phyllanthus talbotii
Phyllanthus talbotii là một loài thực vật có hoa trong họ Diệp hạ châu. Loài này được Sedgw. miêu tả khoa học đầu tiên năm 1921.